# Vysoká (district de Havlíčkův Brod)
Pour les articles homonymes, voir Vysoká.
Vysoká (en allemand : Hochtann) est une commune du district de Havlíčkův Brod, dans la région de Vysočina, en République tchèque. Sa population s'élevait à 241 habitants en 2020.

## Géographie
Vysoká se trouve à 6 km au sud-sud-est de Havlíčkův Brod, à 19 km au nord-nord-est de Jihlava et à 103 km au sud-est de Prague.
La commune est limitée par Havlíčkův Brod au sud-ouest, à l'ouest et au nord, par Bartoušov à l'est, et par Šlapanov au sud.

## Histoire
La première mention écrite de la localité date de 1308.

## Transports
Par la route, Vysoká se trouve à 7,5 km de Havlíčkův Brod, à 26 km de Jihlava et à 124 km de Prague.